# Chester Yorton
Chester „Chet” Yorton (ur. 1 stycznia 1940 w Stevens Point w stanie Wisconsin, zm. 21 listopada 2020) – amerykański kulturysta, legenda naturalnej kulturystyki lat 60. 

## Życiorys

### Wczesne lata
Urodził się w Stevens Point w stanie Wisconsin. Początkowo nic nie zapowiadało, że zostanie sportowcem. Po ukończeniu szkoły średniej, w 1958 uległ poważnemu wypadkowi samochodowemu, doznał poważnych obrażeń lewego oka, lewego przedramienia, lewego łokcia, zwichnął biodro i złamał kość udową. Ponadto, złamanie jego kończyny dolnej było tak poważne, że lekarze zastanawiali się nad jej amputacją. Po kilku operacjach, ostatecznie zrekonstruowali jemu udo, wstawili metalowy pręt, który służył jako kość udowa. Ze względu na kilka urazów, przez cztery miesiące poruszał się na wózku inwalidzkim, zanim mógł stanąć o kulach. Jego przygoda z kulturystyką rozpoczęła się w momencie, gdy podczas swojego pobytu w szpitalu, w ramach rehabilitacji, mógł korzystać z zestawu hantli i zaczął trenować z ciężarami. Dzięki systematycznemu treningowi w ciągu siedmiu miesięcy odzyskał utracone kilogramy (przytył ok. 25 kg) i przybyło mu dodatkowych mięśni. Po wyjściu ze szpitala rozpoczął trening i stosował siemierżną dietę kulturystyczną.

### Kariera
W latach 60. startował w zawodach kulturystycznych i kilka razy wygrywał zawody Mr. America i Mr. Universe. Stał się rozpoznawalany, a jego twarz regularnie zdobiła okładki różnych czasopism z branży kulturystycznej, w tym „Strength & Health” (wrzesień 1964, kwiecień 1967), „Mr America” (marzec 1965), „Muscle Builder” (lipiec 1965, kwiecień 1967), „Iron Man” (marzec 1967, wrzesień 1976, styczeń 1978), Health and Strength (sierpień 1967, październik 1966) i Muscle Training Illustrated (październik 1978). Pojawił się również na dużym ekranie w komedii muzycznej Muscle Beach Party (1964) z muzyką Lesa Baxtera u boku Frankiego Avalona, Annette Funicello, Luciany Paluzzi, Dona Ricklesa, Steviego Wondera, Larry'ego Scotta Dana Haggerty i Michaela Nadera. Wystąpił też w farsie Alexandra Mackendricka Nie daj się usidlić (Don’t Make Waves, 1967) z udziałem Tony’ego Curtisa, Claudii Cardinale i Sharon Tate. 
W 1966 pokonał 19–letniego Arnolda Schwarzeneggera w zawodach amatorskich National Amateur Body-Builders' Association (NABBA) Mister Universe w Londynie, stając się pierwszym z trzech (pozostali to Frank Zane i Sergio Oliva), którzy pokonali Schwarzeneggera w zawodach kulturystycznych.
Stał się znany jako „ojciec naturalnej kulturystyki” (The Father of Natural Bodybuilding). Na przykładzie swojej kariery udowodnił, że w sporcie, a szczególnie w kulturystyce, można dojść do wielkich sukcesów bez zażywania środków dopingujących. Założył pierwszą naturalną federację kulturystyczną INBA (International Natural Bodybuilding Association), której pierwszy konkurs miał miejsce w dniach 4–5 marca 1978 w Las Vegas. W 1981 wspólnie z kulturystą Mikiem Daytonem publikował magazyn „Natural Bodybuilding”. 

## Śmierć
4 grudnia 2020 córka Yortona – Shannon ujawniła w swoich mediach społecznościowych, że oboje jej rodzice zmarli dwa tygodnie wcześniej. Napisała, że jej ojciec odkrył, że jej matka, Vicki, zmarła w wieku 78 lat z nieznanych przyczyn, a kilka dni później Chester Yorton zmarł na zawał serca w wieku 81 lat.

## Osiągnięcia w kulturystyce
- 1960: Mister Wisconsin (zwycięzca)
- 1964: Mister Los Angeles (Amateur Athletic Union, zwycięzca)
- 1964: Mister Pacific Coast (AAU, zwycięzca)
- 1964: Mister California (trzeci)
- 1966: Mister America (IFBB, zwycięzca)
- 1966: Mister Universe (NABBA, zwycięzca)
- 1975: Pro Universe (NABBA, zwycięzca)
- 1979: Pro Mister World (WBBG, trzeci)

## Wymiary startowe
- wzrost – 180 cm
- masa ciała w sezonie – 94 kg

## Filmografia
- 1964: Muscle Beach Party jako Sulk – Mięśniak
- 1967: Nie daj się usidlić (Don't Make Waves) jako Ted Gunder